# Spencer Pumpelly
Spencer Pumpelly (ur. 28 grudnia 1974 roku w Mason Neck) – amerykański kierowca wyścigowy.

## Kariera
Pumpelly rozpoczął karierę w międzynarodowych wyścigach samochodowych w 1999 roku od startów w klasie GT American Le Mans Series, gdzie jednak nie zdobywał punktów. W późniejszych latach Amerykanin pojawiał się także w stawce Grand American Sports Car Series, Grand American Rolex Series, Grand-Am Cup GS, Grand-Am Koni Challenge, ARCA Series, SCCA World Challenge, Continental Tire Sports Car Challenge, Intercontinental Le Mans Cup, 24-godzinnego wyścigu Le Mans, FIA World Endurance Championship oraz United Sports Car Championship.

## Wyniki w 24h Le Mans
| Rok  | Zespół                    | Partnerzy                       | Samochód               | Klasa  | Okr. | Poz. | Klasa Pos. |
| ---- | ------------------------- | ------------------------------- | ---------------------- | ------ | ---- | ---- | ---------- |
| 2011 | Flying Lizard Motorsports | Seth Neiman Darren Law          | Porsche 997 GT3-RSR    | GTE Am | 211  | NU   | NU         |
| 2012 | Flying Lizard Motorsports | Seth Neiman Darren Law          | Porsche 997 GT3-RSR    | GTE Am | 313  | 27   | 4          |
| 2014 | JMW Motorsport            | Abdulaziz al-Fajsal Seth Neiman | Ferrari 458 Italia GT2 | GTE Am | 327  | 27   | 7          |